# Rudolph Valentino
Rodolfo Pietro Filiberto Raffaello Guglielmi di Valentina d'Antonguolla (n. 6 mai 1895, Castellaneta, Italia – d. 23 august 1926, New York City, New York), cunoscut public drept Rudoph Valentino, a fost un actor american de film mut, de origine italiană. Supranumit The Latin Lover, Valentino a reprezentat unul dintre cele mai populare sex simboluri ale anilor 1920.
Moartea lui prematură (la numai 31 de ani), cauzată de un ulcer care a dus la o peritonită, a provocat o isterie în masă printre admiratoarele sale din SUA.

## Tinerețea
Rodolfo Guglielmi s-a născut în Castellaneta, Apulia. Tatăl său, Giovanni Antonio Giuseppe Fedele Guglielmi di Valentina d'Antonguella, era un italian din Martina Franca, Apulia. Acesta a fost căpitan de cavalerie în armata italiană, și mai târziu medic veterinar. A murit de malarie când Rodolfo avea 11 ani. Mama sa, Marie Berthe Gabrielle Barbin (1856-1918), era franțuzoaică cu ascendență torineză, născută la Lure în Franche-Comté. Valentino avea un frate mai mare, Alberto (1892-1981), o soră mai mică, Maria, și o soră mai mare, Beatrice, care a murit în copilărie.
După ce a locuit la Paris în 1912, s-a întors în Italia. Nereușind să-și găsească un loc de muncă, a plecat în Statele Unite în 1913. A fost înregistrat pe Ellis Island la vârsta de 18 ani, la 23 decembrie 1913.
Ajuns în New York, s-a întreținut cu diferite slujbe, cum ar fi servirea meselor în restaurante și grădinăritul. În jurul anului 1914, restauratorul Joe Pani, care deținea Castles-by-the-Sea, Colony și Woodmansten Inn, a fost primul care l-a angajat pe Rudolph să danseze tango cu Joan Sawyer pentru 50 de dolari pe săptămână. În cele din urmă, și-a găsit de lucru ca dansator plătit la Maxim's Restaurant-Cabaret. Printre ceilalți dansatori de la Maxim's se aflau mai mulți membri strămutați ai nobilimii europene, pentru care exista o cerere de primă mână.

## Cariera

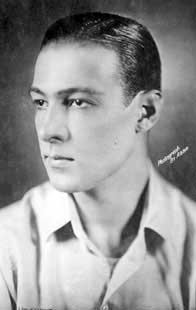
Rudolph Valentino în 1919

În 1917, Valentino s-a alăturat unei companii de operetă ce călătorea în Utah, unde s-a și desființat. Mai târziu, a făcut parte din producția lui Al Jolson, Robinson Crusoe Jr., care a călătorit la Los Angeles. Până în toamnă, se afla în San Francisco cu un rol secundar într-o producție a piesei Nobody Home. În timp ce locuia în oraș, Valentino l-a întâlnit pe actorul Norman Kerry, care l-a convins să încerce o carieră în cinematografie, artă aflată încă în epoca filmului mut.
Rudolph Valentino a ajuns la apogeul carierei sale prin filmul The Sheik (Șeicul) din anul 1921. Pelicula s-a bazat pe romanul bestseller cu același nume, din 1919, scris de Edith Maude Hull, și a fost adaptat pentru marele ecran de Monte M. Katterjohn. Filmul a fost un succes la box-office.
Renumele lui Valentino ca amant cu temperament meridional, idol al sexului frumos, s-a conturat prin rolurile jucate în filmele The Conquering Power din 1921, și Blood and Sand (Sânge și Nisip) din 1922. Un alt film în care este protagonist, The Four Horsemen of the Apocalypse (Cei 4 cavaleri ai Apocalipsului) din 1921, este recunoscut pentru o secvență care îi ilustrează foarte bine valențele pasionale de „amant latin”. Este vestita scenă în care el dansează tango.
Până în 1924, popularitatea lui Valentino a început să scadă, după ce acesta a apărut în două eșecuri box-office, Monsieur Beaucaire și A Sainted Devil, ambele cu roluri care se îndepărtau de imaginea sa de mare amant. De asemenea, a avut dispute legate de bani cu Famous Players-Lasky, studioul cu care era semnat, ceea ce a dus în cele din urmă la renunțarea la contract. Famous Players-Lasky l-a eliberat în cele din urmă pe Valentino de obligații, acesta semnând cu United Artists în 1925.
Într-un efort de a profita de succesul pe care Valentino îl obținuse cu Șeicul, președintele United Artists, Joseph M. Schenck, a cumpărat drepturile asupra romanului Son of the Sheik (Fiul șeicului) al lui Edith Maude Hull și l-a distribuit pe Valentino în rolul dublu de tată și fiu.
Fiul șeicului a avut premiera la Million Dollar Theater din Los Angeles pe 9 iulie 1926 și a rulat timp de patru săptămâni.

## Moartea

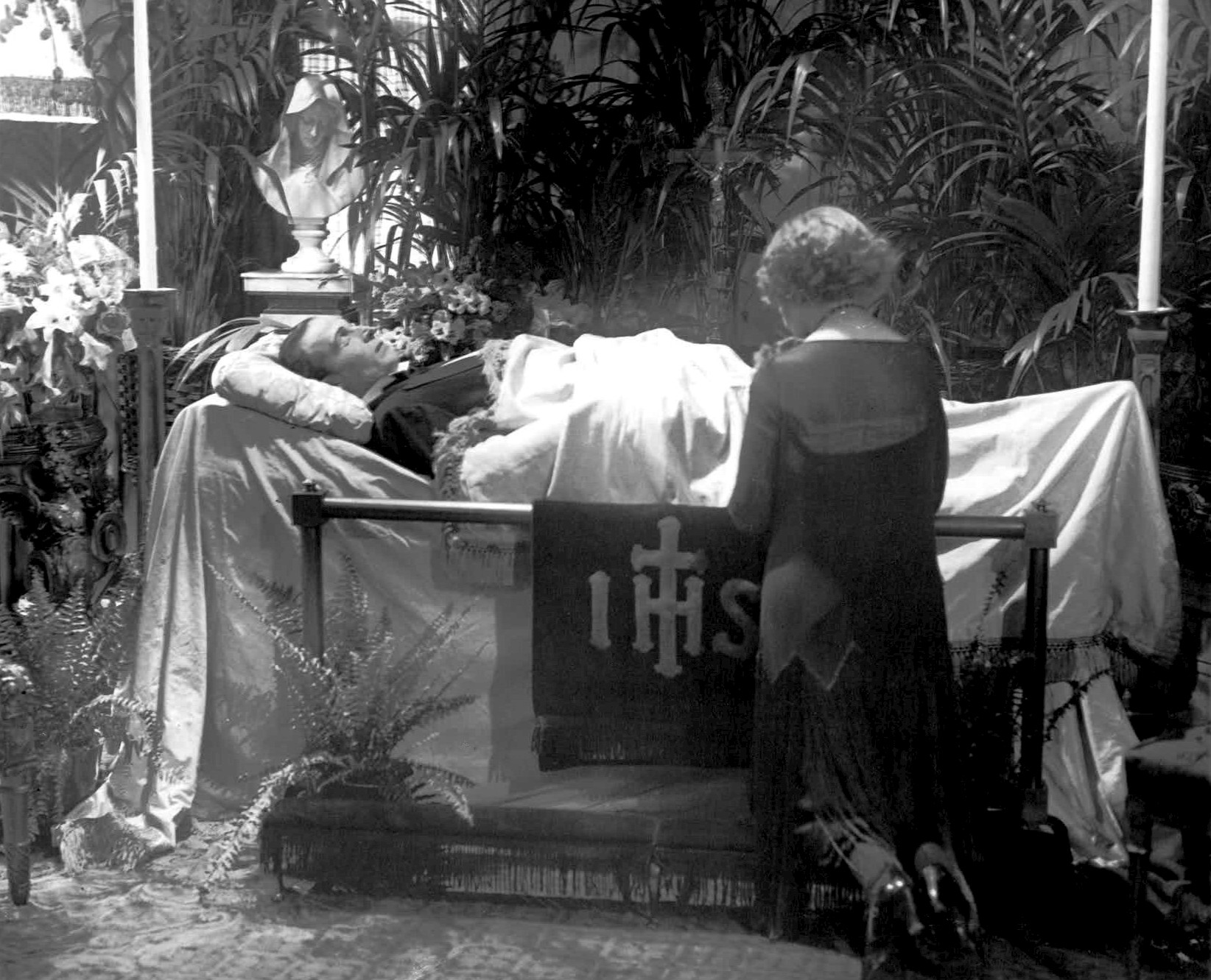
Femeie jelind la catafalcul lui Valentino în timpul procesiunilor funerare, 1926

Pe 15 august 1926, Valentino s-a prăbușit la Hotelul Ambassador de pe Park Avenue din Manhattan. A fost internat la Spitalul Policlinicii din New York. În urma unei examinări, a fost diagnosticat cu apendicită și ulcer gastric, iar operația a fost efectuată imediat. După operație, Valentino a făcut peritonită. 
Starea sa s-a agravat pe 21 august. În primele ore ale zilei de luni, 23 august, Valentino a fost pentru scurt timp conștient și a discutat cu medicii săi despre viitorul său, dar în curând a intrat în comă. A murit câteva ore mai târziu, la vârsta de 31 de ani. După moartea lui Valentino, medicii care l-au tratat au confirmat că actorul contactase septicemie.

### Înhumare
Se estimează că aproximativ 100.000 de oameni s-au aliniat pe străzile din Manhattan pentru a aduce un omagiu la înmormântarea sa, gestionată de Frank Campbell Funeral Home. Au fost raportate sinucideri ale fanilor deznădăjduiți. Ferestrele au fost sparte de fanii înfocați, izbucnind o revoltă pe durata întregii zile de 24 august. Peste 100 de ofițeri călare și rezerva de poliție a NYPD au fost folosiți pentru a restabili ordinea. O falangă de ofițeri a mărșăluit pe străzi pentru tot restul priveghiului. Actrița poloneză Pola Negri, care pretindea că este logodnica lui Valentino, s-a prăbușit în isterie în timp ce se afla deasupra sicriului, iar Campbell a angajat patru actori care să se dea drept o gardă de onoare fascistă de Cămăși Negre, care ar fi fost trimisă de Benito Mussolini. Rapoartele presei conform cărora cadavrul expus în salonul principal nu era Valentino au fost negate în permanență de Campbell.
După ce rămășițele lui Valentino au fost transportate cu trenul de la New York în California, o a doua înmormântare a avut loc pe Coasta de Vest, la Biserica Catolică a Bunului Păstor din Beverly Hills.

## Filmografie
| Anul | Titlu                               | Rol                             |
| ---- | ----------------------------------- | ------------------------------- |
| 1914 | My Official Wife                    | Extra                           |
| 1914 | The Battle of the Sexes             | Dansator                        |
| 1916 | The Quest of Life                   | Extra                           |
| 1916 | The Foolish Virgin                  | Extra                           |
| 1916 | Seventeen                           | Extra                           |
| 1917 | Alimony                             | Dansator                        |
| 1917 | Patria                              |                                 |
| 1918 | A Society Sensation                 | Dick Bradley                    |
| 1918 | All Night                           | Richard Thayer                  |
| 1918 | The Married Virgin                  | Contele Roberto di San Fraccini |
| 1919 | The Delicious Little Devil          | Jimmy Calhoun                   |
| 1919 | The Big Little Person               | Arthur Endicott                 |
| 1919 | A Rogue's Romance                   | Dansator                        |
| 1919 | The Homebreaker                     | Extra                           |
| 1919 | Out of Luck                         |                                 |
| 1919 | Virtuous Sinners                    | Bit Part                        |
| 1919 | The Fog                             |                                 |
| 1919 | Nobody Home                         | Maurice Rennard                 |
| 1919 | Eyes of Youth                       | Clarence Morgan                 |
| 1920 | Stolen Moments                      | Jose Dalmarez                   |
| 1920 | An Adventuress                      | Jacques Rudanyi                 |
| 1920 | The Cheater                         | Extra                           |
| 1920 | Passion's Playground                | Prințul Angelo Della Robbia     |
| 1920 | The Wonderful Chance                | Joe Klingsby                    |
| 1921 | The Four Horsemen of the Apocalypse | Julio Desnoyers                 |
| 1921 | Uncharted Seas                      | Frank Underwood                 |
| 1921 | The Conquering Power                | Charles Grandet                 |
| 1921 | The Sheik                           | Șeicul Ahmed Ben Hassan         |
| 1921 | Camille                             | Armand Duval                    |
| 1922 | Moran of the Lady Letty             | Ramon Laredo                    |
| 1922 | Beyond the Rocks                    | Lordul Hector Bracondale        |
| 1922 | Blood and Sand                      | Juan Gallardo                   |
| 1922 | The Young Rajah                     | Amos Judd                       |
| 1924 | Monsieur Beaucaire                  | Ducele de Chartres/Beaucaire    |
| 1924 | A Sainted Devil                     | Don Alonzo Castro               |
| 1925 | Cobra                               | Contele Rodrigo Torriani        |
| 1925 | The Eagle                           | Locotenent Vladimir Dubrovsky   |
| 1926 | The Son of the Sheik                | Ahmed/Tatăl lui Ahmed           |